# دانا مارديني
دانا مارديني (ولدت في 26 يونيو 1988) هي ممثلة سورية. تخرجت من قسم التمثيل في المعهد العالي للفنون المسرحية في دمشق عام 2010، ثم انخرطت مباشرةً في عددٍ من الأعمال الدرامية والمسرحية.
أشيع في الصحافة أنها ابنة الممثلة القديرة سمر سامي بسبب الشبه الكبير بينهما ونفت ذلك قائلةً بأنه «يشرفها ذلك ولا يزعجها».

## أعمالها
تخرجت دانا من المعهد العالي للفنون المسرحية عام 2010 وانخرطت مباشرة في عدد من الأعمال المسرحية والدرامية. فقد شاركت وهي طالبة في السنة الرابعة في مسرحيتين لحظة وسيليكون للممثل عبد المنعم عمايري.

### في التلفزيون
- الولادة من الخاصرة (2011)
- أرواح عارية (2012)
- الولادة من الخاصرة 2: ساعات الجمر (2012)
- الولادة من الخاصرة 3: منبر الموتى (2013)
- سنعود بعد قليل (2013)
- قلم حمرة (2014)
- حلاوة الروح (2014)
- العراب - نادي الشرق (2015)[6]
- العراب - تحت الحزام (2016)
- الندم (2016)
- أهل الغرام 3 (2017)
- جيران ج3 (2017)
- جيران ج4 (2018)
- تانغو (2018)[7]
- ع الحلوة والمرة (2021)
- نور (2022)
- الزند: ذئب العاصي (2023)

### في السينما
- دمشق مع حبي (2010)
- رسائل الكرز (2015)[8]

### في المسرح
- الألماني الطيب (2009)[9]
- لحظة (2010)
- سيليكون (2010)
- الوجه الأخر لحكاية السيدة روزالين (2011)[10]

## الجوائز
- جائزة الموريكس دور 2019 عن دورها في مسلسل تانغو.[11]

## روابط خارجية
- دانا مارديني على موقع IMDb (الإنجليزية)
- دانا مارديني على موقع قاعدة بيانات الأفلام العربية